# 吼えろ 2021
｢吼えろ 2021｣はももいろクローバーZ with ファンキー加藤の楽曲。キングレコードから2021年7月2日に配信限定でリリースされた。

## タイアップ
- 東北楽天ゴールデンイーグルス 田中将大選手登場曲 2021

## 曲の詳細
1. 吼えろ 2021 [4:22]
  - 作詞 : ファンキー加藤 作曲 : ファンキー加藤/サトシ